# Добровідка (притока Пруту)
Добро́відка (інша назва — Добривідка) — річка в Україні, у межах Коломийського району Івано-Франківської області. Ліва притока Пруту (басейн Дунаю). 

## Опис
Довжина річки 29 км, площа басейну 86,9 км². Долина трапецієподібна, завширшки 1,2 км. Річище звивисте, його пересічна ширина 2 м. Похил річки 5,1 м/км. Споруджено кілька ставків.

## Розташування
Добровідка бере початок на північний захід від села Лісна Слобідка. Тече спочатку на південний схід і схід, нижче села Годи-Добровідка тече на південь, а в нижній течії (від села П'ядиків і в межах села Корнича) — на південний схід і (частково) схід. Впадає до Пруту на південній околиці села Перерива. 
Притоки: Косачів (Косачівка) (права).